# 자유의 마을
자유의 마을(自由의 마을), 또는 대성동 마을(臺城洞 마을)은 한반도 군사 분계선 남쪽 비무장 지대에 위치한 민간인 거주 지역이다. 남북한 양측이 비무장 지대에 마을 하나씩만 남긴다는 정전 협정에 따라 군사정전위원회가 1953년 8월 3일에 조성하여, 대한민국에서 유일하게 비무장 지대에 존재하는 마을이다. 행정 구역상의 소재지는 경기도 파주시 군내면 조산리이며, 인구는 2020년 기준으로 51세대 154명이다.
자유의 마을은 유엔군 사령부의 민사 규정과 대한민국 법률이 공동으로 적용되는 특수 지역으로, 행정 구역은 파주시에 속하나 민사 행정 및 구제 사업은 유엔군 사령부의 관리를 받고 있다. 마을의 주민은 거주 이전에 제약이 있고 토지 소유권이 인정되지 않으나 국방의 의무와 납세의 의무가 면제되며, 대한민국 정부로부터 각종 지원을 받는다.
군사 분계선 북쪽에는 북한 측의 유일한 비무장 지대 민간인 거주지인 기정동 (機井洞) 평화의 마을이 있다. 자유의 마을과 기정동 마을은 한반도의 분단과 대치 상황을 상징적으로 보여주는 마을로 잘 알려져 있다. 위치상의 특성으로 북한의 군사적 도발이 있을 때마다 언론으로부터 많은 주목을 받는다.

## 역사

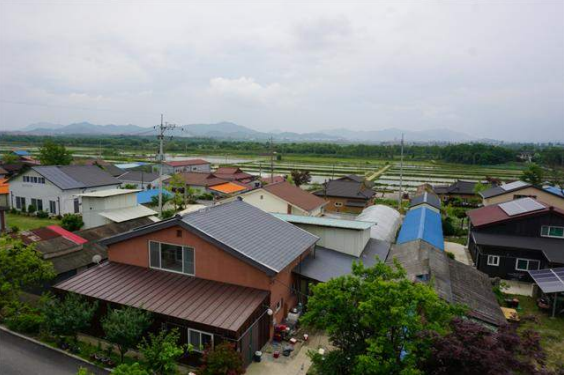
마을회관에서 촬영한 대성동 마을 전경

구석기 시대에 사용된 뗀석기, 고려·조선 시대에 제작된 토기·기와 조각 유물이 발견된 점으로 비추어 볼 때 옛부터 사람이 살았을 것으로 추정된다. 과거에는 군사 분계선 근처 마을 서쪽에 축조된 연대 불명의 토성이 있어 태성(台城)으로 불렸다. 1747년에서 1750년 사이에 그려진 "해동지도"(海東地圖)의 장단부 지도에 태성이라는 지명이 표기되었고, 1911년 "조선지지자료"(朝鮮地誌資料)와 1918년 조선총독부에 의해 작성된 개성(開城) 지도에 대성동이 표기되어 있는 것으로 볼 때, 적어도 1747년 이전에 마을이 조성된 것으로 추측된다. 대성동은 강릉 김씨의 분파 가운데 하나인 동원군파의 집성촌인데, 2014년 7월 기준으로 강릉 김씨 14가구가 거주하고 있던 사실이 확인되었다. 이후 유엔군이 마을 이름을 '대성'으로 발음하면서 대성동 마을로 알려졌다.
1945년 8월 15일 해방 당시의 행정 구역은 경기도 장단군 군내면 조산리(造山里)였다. 약 50세대 300여명의 주민이 농업을 생업으로 살아가고 있었으며, 교통이 불편하여 외부와의 접촉이 없는 시골이었다. 한국 전쟁이 발발한 후, 주민들이 후방으로 피난을 가면서 마을에는 16세대 60명의 노인과 아이들만 남게 되었으나, 전쟁이 소강 상태에 빠지자 피난을 떠났다 돌아오는 주민도 있었다. 1951년 10월, 정전 회담이 판문점에서 열리게 되면서 판문점 근처에 위치한 대성동 마을과 기정동 마을은 군사 분계선상에서 유일하게 전투 지역에서 제외되었다. 그 후 1953년 7월 27일에 한국 군사 정전에 관한 협정이 조인되고, 당시 비무장 지대 내에 거주하고 있는 주민들은 남북한 양측이 마을 하나씩만 남긴다는 부칙에 따라 계속해서 거주할 수 있게 되었다. 같은 해 8월 3일에 30세대 160명의 주민이 마을을 조성하고 오늘날까지 이르게 되었다. 1963년 1월 1일에 장단군 군내면이 파주군 임진면에 편입되었고, 1972년 12월 28일에 임진면에서 분리되어 파주군 군내면으로 복구되었다.
유엔군 사령부는 1959년에 크리스마스 이전까지 낙후된 자유의 마을을 근대화시킨다는 계획에 따라, 대한민국 정부의 알선으로 미군이 기증한 발전기를 도입하고, 근대식 벽돌 문화 주택을 지었으며, 공회당 '자유의 집'과 동사무실, 의무실, 목욕탕 등의 공공 시설을 건설했다. 대한민국 보건사회부와 주한 미군 원조 사절단(USOM)이 무상으로 건설한 문화 주택은 부실 공사와 농가에 맞지 않는 설계를 이유로 주민 측이 입주를 거부하였다. 이후 검찰의 내사 착수로 공사 담당 회사의 보충 공사가 이루어졌다.
마을 주민에게 참정권이 주어진 것은 1967년이며, 주민등록증은 1969년부터 발급되었다. 남북한 간의 체제 경쟁이 치열했던 1970년대 들어, 대한민국 정부는 특수 지역 개발 사업의 일환으로 자유의 마을의 생활 여건 개선과 표준 복지 농촌, 선전 마을 조성을 위해 대성동 종합 개발 사업을 실시하였다. 1차 종합 개발 사업은 1972년부터 1979년까지 진행되었으며, 이 기간 동안 주택과 도로, 공동 시설, 전기 가설, 경지 정리 등을 추진하였다. 1980년부터 1981년까지는 2차 종합 개발 사업을 진행하였으며, 총 65억원을 투자하여 주택 개량과 시설 현대화, 학교 개축, 하천 정비, 상수도 설치, 경지 정리 등의 23개 사업을 추진하였다.
2015년부터 2018년까지 정부와 지자체, 기업이 참여하는 주민 주도의 마을 재생 프로그램인 대성동 프로젝트가 진행되었다. 이 사업을 통해 노후 주택 45동을 보수하고 공회당 '자유의 집'을 마을 기록관으로 리모델링하였으며, 양수장 및 농업용수관로 설치, 상수도와 하수도 건설, LPG 공동저장소 설치, 마을 안길 확포장 공사가 진행되었다.
2019년 6월 27일에는 KT가 마을 회관과 대성동 초등학교에 기지국을 구축한 뒤 5G 통신망을 개통하고 "대성동 5G DMZ 빌리지"라는 이름으로 개소하였다. 이를 통해 통신망을 이용한 농작물과 에너지 관리, 관제 센터, VR과 AR 컨텐츠 등 전반적인 생활 환경 개선 작업이 이루어졌다.
2020년 5월 26일에서 29일까지 대한민국 문화재청 산하 국립문화재연구소에서 문화‧자연유산의 보존현황 파악을 위해 대성동 자유의 마을의 문화유산 실태조사를 진행하였다.

## 지리

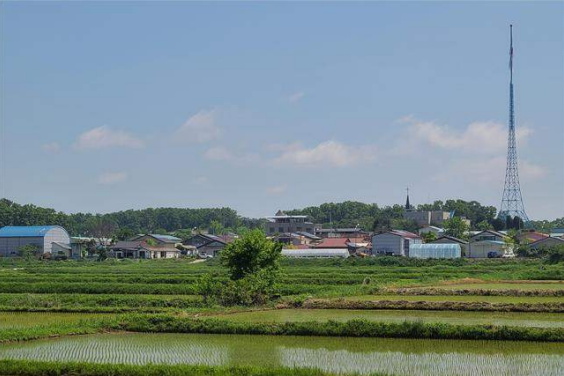
서쪽에서 본 대성동 자유의 마을

자유의 마을은 한반도 비무장 지대, 행정 구역상으로 경기도 파주시 군내면 조산리에 위치한다. 마을의 총 면적은 4,957 km2로, 취락지가 2.6%, 농경지는 97.4%를 차지한다. 자유의 다리로부터 북으로 약 12.5킬로미터, 개성특급시로부터 남으로 약 11.5킬로미터 떨어져 있다. 마을 북동쪽 약 1킬로미터 지점에는 판문점이 있으며, 서쪽에 위치한 군사 분계선과는 400미터 정도 떨어져 있다. 군사 분계선 건너편에 위치한 기정동 마을과의 직선 거리는 1.8킬로미터이다.
마을의 북쪽으로는 대한민국의 파주시 진서면 선적리, 북동쪽으로는 진서면 어룡리와 접하며 서쪽으로는 휴전선을 경계로 북한의 개성특별시 판문군 평화리, 남쪽으로는 대한민국의 파주시 군내면 송산리, 동쪽으로는 파주시 진서면 금릉리와 접해 있다. 대성동 마을이 있는 한반도 중서부 최북단은 북부의 대륙성 기후와 남부의 난온대 기후의 특색이 함께 나타나는 점이지대이다. 장단의 연평균 기온은 10.4°C, 1월 평균 기온은 -6.2°C, 8월 평균 기온은 25.3°C이며 연 강수량은 1,184㎜이다.

## 경제

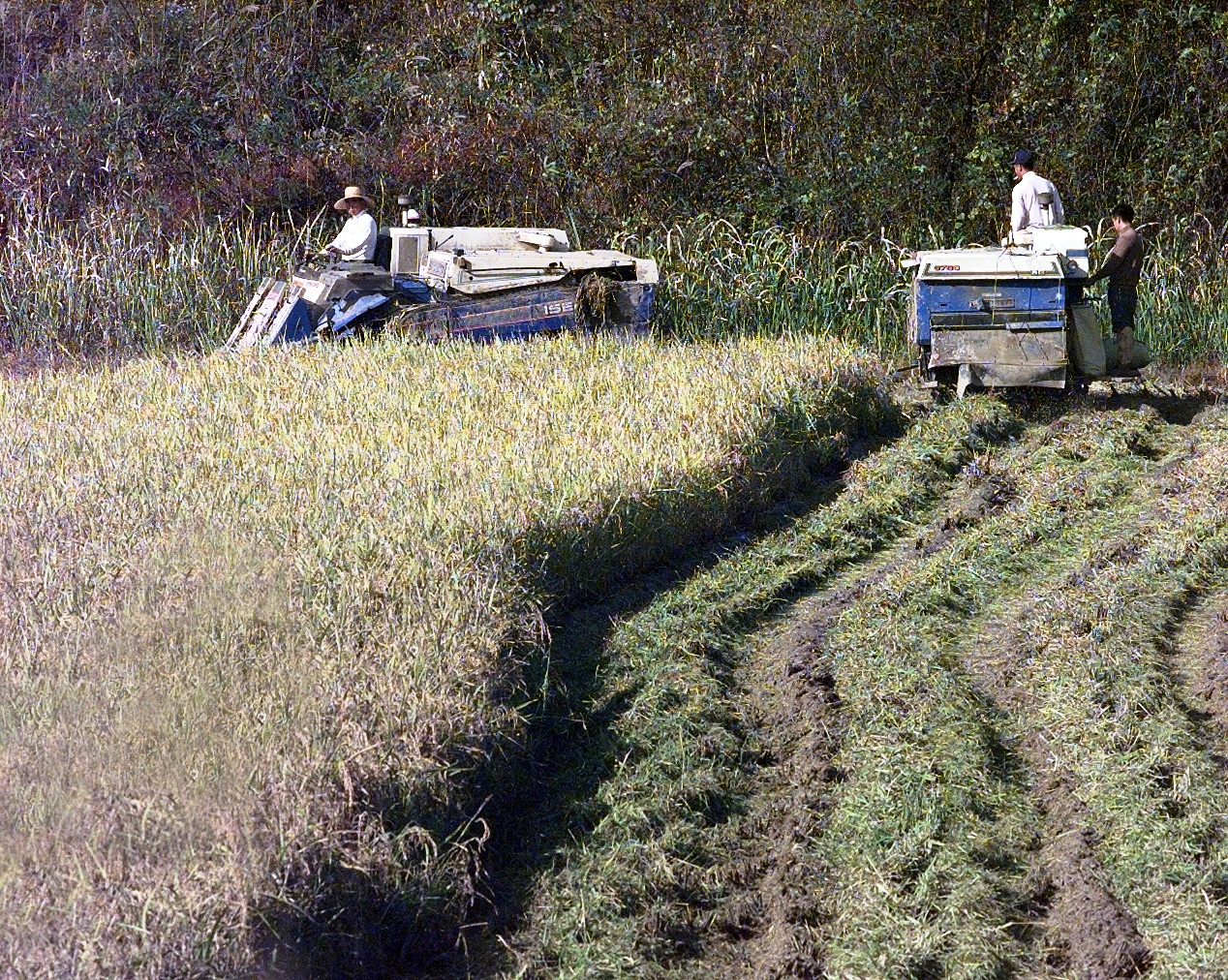
1988년 비무장 지대에서 쌀을 수확하는 주민들.

마을 주민의 대부분은 농업에 종사하고 있다. 1950년대 후반부터 대한민국 정부와 유엔군 사령부의 지원으로 농업 환경이 지속적으로 개선되었으며, 이로 인해 1965년 당시의 벼 생산량은 5천 가마였으나, 1971년에 들어서는 7천 가마, 1993년에 들어서는 3만 8천 가마로 상승하였다. 주요 농산물은 쌀과 콩, 고추 등으로, 과거에 많이 재배된 인삼은 일손 부족 등을 이유로 드물어졌다. 2010년 11월을 기준으로 전체 경작 면적은 4.83km2이며, 전체 43농가 기준 농가당 11.23㏊를 경작하고 있다. 호당 평균 소득은 6,700만원으로 다른 민통선 북쪽의 마을에 비해 1.5배가량 높은 편이다.
주민의 경작권은 인정하나 미수복 지역이기 때문에 개인 소유권은 인정하지 않는다. 따라서 토지의 매매가 불가능하며 경작권의 양도만 가능하다.

## 시설

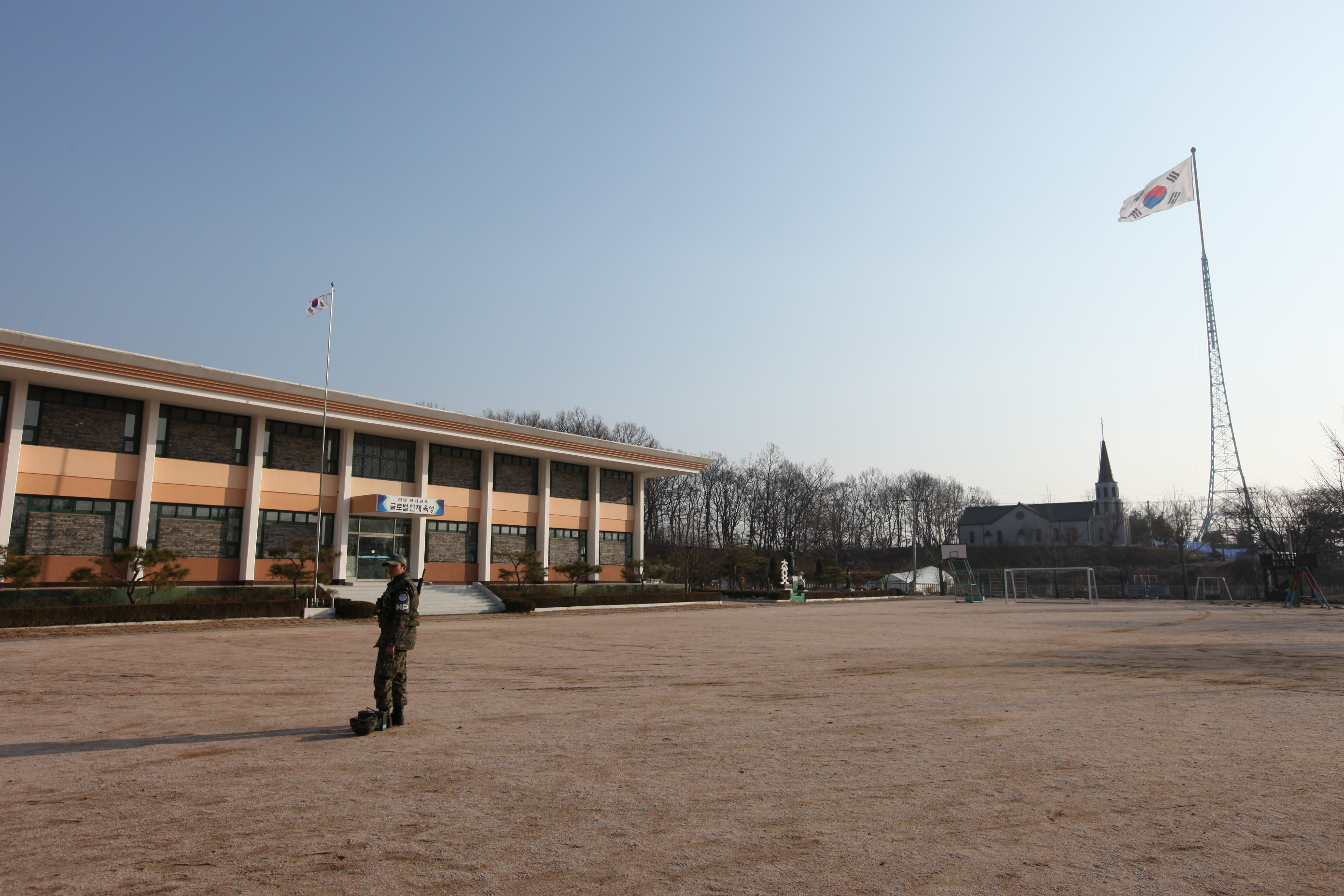
대성동 초등학교에서 보이는 판문점교회와 대형 국기 게양대

마을 입구의 현판은 1994년 6월에 설치한 것이다. 마을의 유일한 교육 기관인 대성동초등학교는 1954년 2월 1일 마을 자치로 운영되던 간이학교에서 시작하였으며, 1968년 5월 8일 대성동 국민학교로 3학급을 인가 받아 정식으로 개교하였다. 2009년 9월 파주시 공동학구(學區)로 지정되면서 스쿨버스를 운행, 파주시 전역에서 외부인도 추첨을 통해 입학이 가능해졌다. 졸업 후에는 경기도 내의 국립 학교 가운데 원하는 곳을 선택해 입학할 수 있다.
마을 중심부에 있는 유엔군사령부 소속 민정반사무실은 1963년에 미군 제1기갑사단 민사처에 소속된 민정반이 마을에 상주하면서 시작되었다. 공동경비구역의 한국군 경비대대 헌병중대 소속의 무장한 군인이 상주하며 주민의 안전 및 구호 지원을 하고 있다. 본래 북한과 가장 가까운 곳에 있었으나 1980년 종합 개발 사업 때 마을의 가장 안쪽인 현재의 위치로 이전하였다.
1983년 10월에 건립된 마을 회관은 노인정, 회의실, 여성회관, 식당, 관망대 등으로 구성되어 있다. 2009년 10월 21일에 회관 2층을 영화 상영관으로 리모델링하여 개관하였다. 2012년 3월 19일에는 롯데시네마와 협약을 체결하여 기존의 상영관을 개봉 영화관으로 업그레이드했으며, 매월 첫째, 둘째 토요일에 신작 영화를 무료 상영한다.

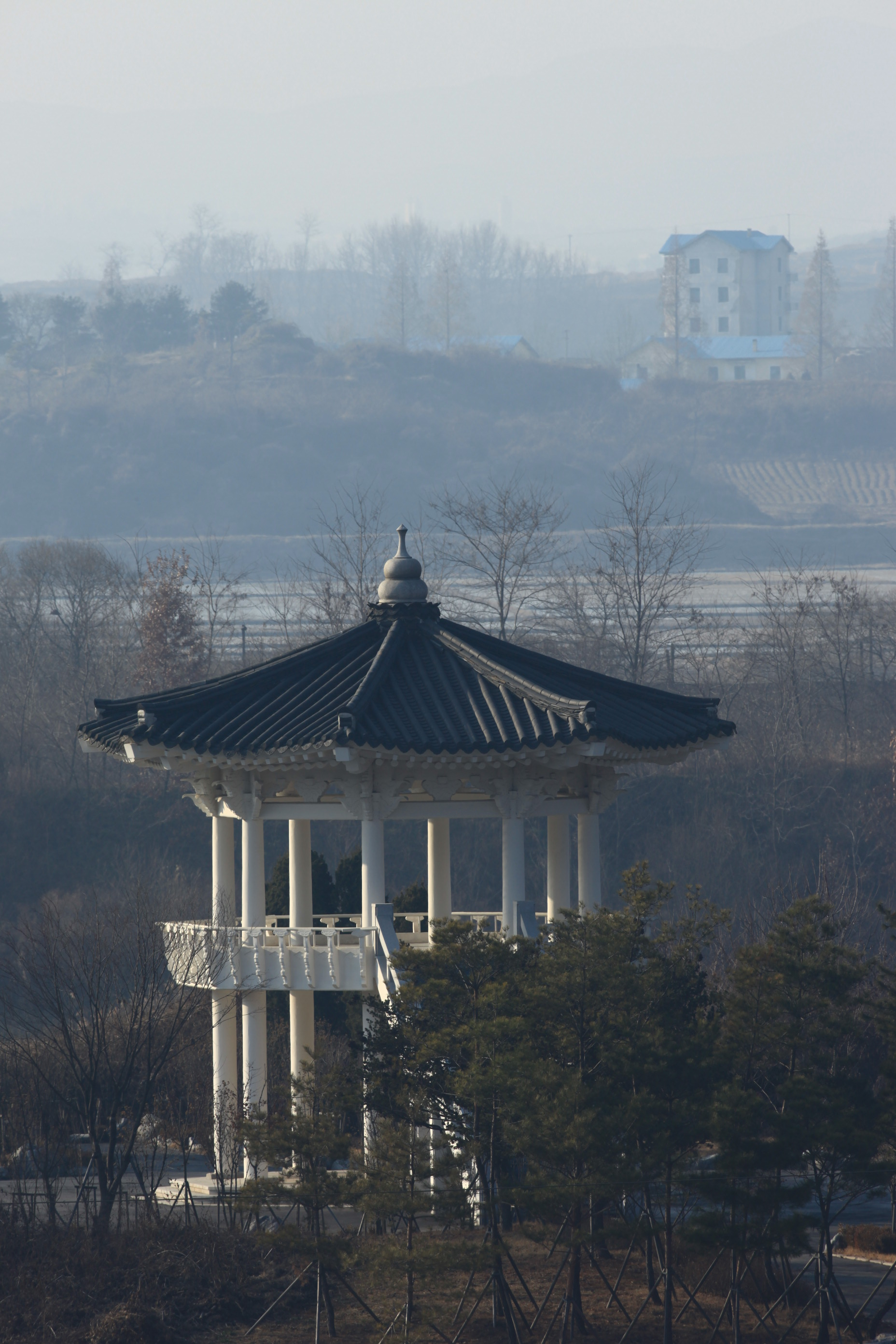
팔각정

마을에서 가장 오래되고 유일한 근대 건축물이자 공회당인 '자유의 집'은 1959년에 회합 장소를 목적으로 신축되었다. 철근, 콘크리트, 시멘트블록, 붉은 벽돌 등 고급 재료를 사용하여 축조된 전형적인 모더니즘 건축물로, 1980년 이전까지 마을 주요 행사를 개최하는 장소였으나 회합 장소가 대성동 초등학교와 마을 회관으로 변경되면서 폐건물로 방치되었다. 2016년 6월 3일 마을기록전시관으로 리모델링하여 개관하였다.
마을에는 철탑으로 만든 99.8미터 높이의 대형 국기 게양대가 설치되어 있다. 게양대에 걸린 태극기는 가로 18미터, 세로 12미터 크기이다. 태극기는 바람으로 마모되는 일이 많기 때문에 2, 3달에 한번 정도로 연 7~10회 교체한다. 남북한 비무장 지대 마을에 설치된 국기 게양대는 높이를 놓고 체제 경쟁을 벌인 '깃대 경쟁'이 벌어진 곳이기도 하다. 1954년에 북한 기정동 마을에서 30미터 높이의 국기 게양대가 세워지자, 1955년에는 남한 대성동 마을에서 공회당 언덕에 48미터 높이의 국기 게양대를 설치하였다. 그러다가 1957년에 북한 기정동 마을에서 80미터 높이의 국기 게양대가 새로 건립하자, 뒤이어 대성동 마을에서 1980년 12월 18일 게양대를 지금의 위치로 옮기고 85미터, 1981년 12월 99.8미터로 높였다. 1982년 2월 16일 북한의 게양대가 165미터로 증축된 이후, '깃대 경쟁'은 더 이상 벌어지지 않았다.
1980년 12월 18일 파주시에서 방문객들을 위해 태성의 정중앙에 설치한 팔각정은 망원경 없이 북한 지역의 전경을 볼 수 있는 2층 규모의 정자이다. 2010년에는 총격 등의 상황에 대비하여 2층 북측 방향 전면부 3개면에 방탄 유리를 설치하였다.

## 특징과 생활

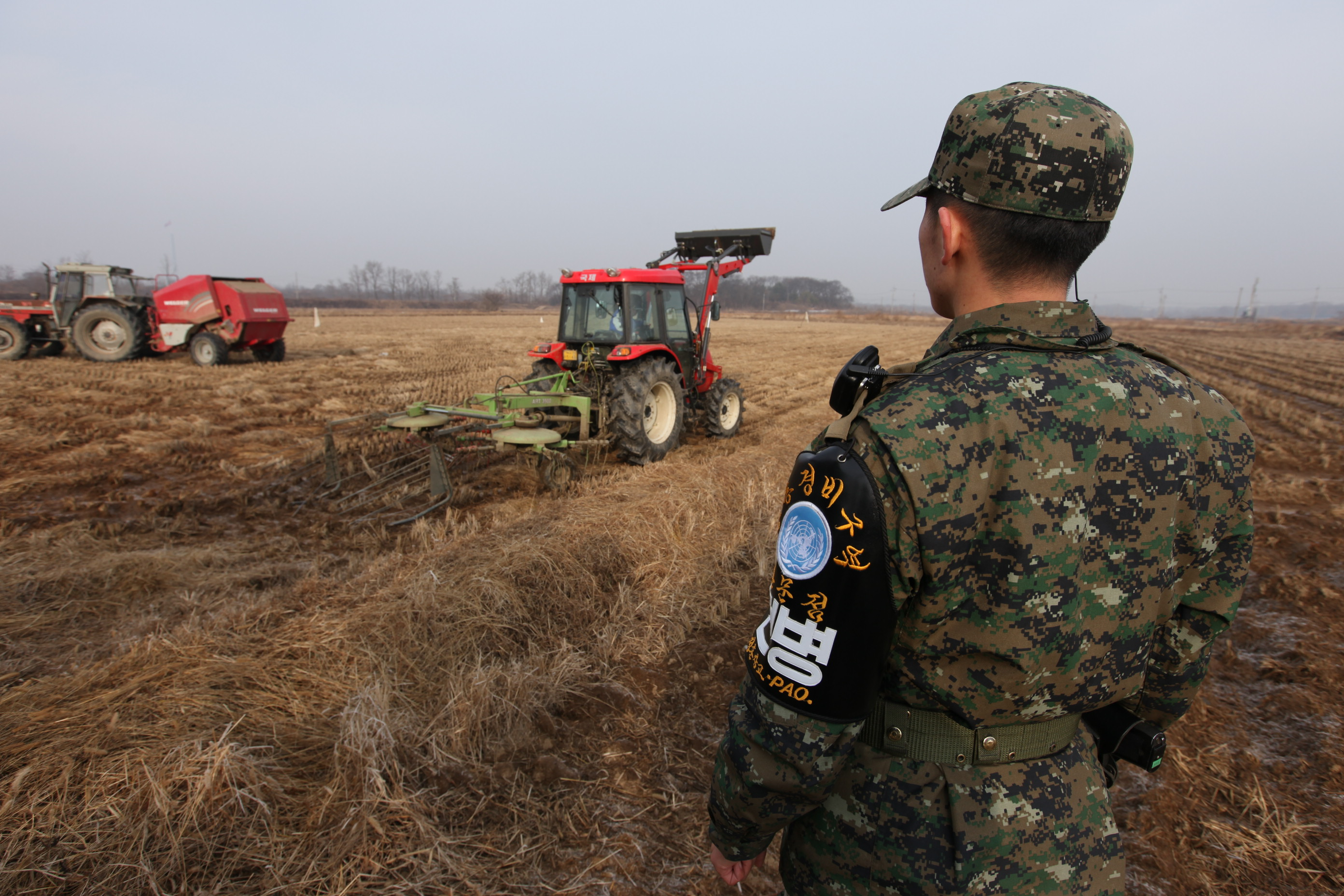
대성동 마을 주민의 군사 분계선 인근 영농 활동에는 JSA 민정중대의 군인이 동행한다.

자유의 마을은 유엔군 사령부가 관리하는 비무장 지대에 있기 때문에 정전협정의 부칙 제1조의 제10항에 의거, 대한민국 정부의 통제를 받지 않는 유엔군 사령부의 관할 구역이다. 유엔군 사령부 민정(民政)중대가 상주하여 마을의 민정 업무를 수행하고 있다. 형법 및 행정권의 효력이 존재하나 대한민국이 법률적 통제를 가하기 위해서는 유엔군 사령부의 동의가 필요하다.
비무장 지대에 위치한 마을의 특성으로, 마을 주민은 참정권과 교육권이 있으나 납세의 의무와 병역의 의무는 면제되며, 대한민국 정부로부터 각종 지원을 받는다. 또한, 마을에서 생활하는데 여러 가지 제약이 있다. 매일 19시부터 20시까지 민정중대의 가구별 인원 점검이 있으며, 0시부터 5시까지 통행이 금지된다. 영농 활동 시간을 2~3일 전 미리 군에 보고하여야 하고, 군사 분계선 인근에서 영농 활동을 할 때는 군인이 동행하여야 한다. 외부인의 마을 출입은 주민의 초대로 1주일 전에 신청을 한 후 신원 확인을 거쳐 오전 9시부터 오후 5시 30분까지만 출입이 가능하며 JSA 민정중대의 경호를 받아야 한다. 언론인 또한 대성동 초등학교 졸업식 행사를 포함하여 1년에 3~4차례만 방문이 허용된다. 예능 목적으로 대성동 마을이 방송에 노출된 것은 2018년 6월 24일 KBS 2TV 예능 프로그램 "1박 2일"의 마을 방문 에피소드가 처음이다.
거주민은 주거와 주거 이전의 자유가 제한되어 1년에 8개월(240일) 이상 마을에 거주해야만 주민의 자격이 유지되나, 초등학교 이외의 교육기관이 없기 때문에 마을을 떠나 중학교와 고등학교를 다니는 학생은 기준에서 제외된다. 외부인의 경우, 아들이 없는 집의 딸과 결혼하여 데릴사위가 된 남자, 마을 남자와 결혼한 여자만 마을 입주가 허락된다. 남자 주민은 외부 여성과 결혼해도 계속해서 마을에 거주할 수 있지만, 여자 주민은 병역 기피 목적의 악용을 방지하고자 외부 남성과 결혼하면 더 이상 거주할 수 없다.
남북 간의 왕래가 비교적 자유롭던 한국 전쟁 이전에는 물건을 구입하기 위해 도보를 통해 개성과 장단역에 열리는 장을 이용하였다. 휴전 이후에는 마을 주민이 마을 밖을 출입하기 위해 민사처에서 발행한 민사표를 받은 다음에 매주 1차례에 걸쳐 미군 제1기갑사단에서 제공하는 군용 트럭을 이용해서 금촌동으로 이동하여야 했으며, 1980년대부터는 문산읍으로 이동하였다. 이 방법은 트럭이 다시 오는 날까지 마을 바깥 지역에서 머물러야 하는 불편함이 있었다. 현재는 문산에서 통일촌을 거쳐 마을로 들어오는 버스가 아침 6시와 정오, 오후 6시로 하루 3회 운행되고, 마을 주민 대부분이 자가용으로 마을에 출입한다. 차량에는 UN 마크와 함께 대성동 마을의 약자인 TSD 스티커가 부착되어 있어 마을 주민 차량임을 표시한다.
마을 이름이 똑같은 제주도 서귀포시 남원읍 위미2리 대성동 마을과는 자매 마을이다. 1989년 12월 10일 제주 대성동 마을이 감귤 풍작으로 감귤 1,500kɡ을 파주 대성동 마을로 보낸 것을 시작으로, 다음 해 1월 25일 파주 대성동 마을 측에서도 보답 형식으로 설날 제수용 쌀 8㎏ 100부대를 보냈다. 이후 1993년 5월 12일 자유의 마을 팔각정에서 각 마을 이장과 주민들이 참여한 결연식을 통해 자매 결연을 맺고, 두 마을 간 특산품 교류를 매년마다 진행하고 있다.

## 남북 관계
자유의 마을은 군사 분계선 접경 지역과 매우 가깝기 때문에 종종 조선인민군(북한군)의 접촉이나 도발이 있었다. 1958년 7월 마을 주민 이영기가 월북하고, 같은 해 12월 8일에는 마을 주민 이대성이 북한군 헌병 5명에게 살해되어 판문점 남방 130미터 지점에서 발견되는 사건이 있었다. 유엔군 사령부는 진상 조사 결과 북한군이 이대성을 유엔군이 살해한 것으로 조작하였으며, 이대성이 간첩 활동을 해오다 그들의 말을 듣지 않았기 때문에 살해되었다고 발표하였다.
1975년 8월 26일에는 무장한 북한군 2명이 군사 분계선 남방 50미터 지점에서 영농 활동을 하던 마을 주민 김세연을 납치했다. 9월 3일 군사정전위원회 367차 본회의에서 북한 측은 김세연이 월북하였다고 주장했고, 유엔군 사령부 측이 공동감시조 입회 하에 김세연을 납치 현장 부근에 데리고 나와 자유롭게 남북을 택하도록 하자고 제의했으나 북한 측은 아무런 반응을 하지 않았다.
1997년 10월 17일 영농 지역에서 일하던 마을 주민 2명이 도토리를 줍다가 군사 분계선을 넘어가 북한군에게 붙잡혔으나, 같은 달 22일 판문점을 통해 조기 송환되었다. 유엔군 사령부는 최초 상황과 목격자 진술 등의 당시 정황으로 북한군의 납치로 단정하였으나, 현장 조사 결과 주민의 실수로 드러났다.
대성동 마을은 남북간 평화 분위기의 상징적인 역할을 주도하기도 한다. 2018년 제1차 남북정상회담에서는 대성동 초등학교에 재학 중이던 5학년 학생 두 명이 화동이 되어 김정은에게 꽃다발을 전달하였다. 청와대에서는 이들의 환영이 "새로운 시대를 열어나가자는 의미"라고 설명하였다. 회담 종료 후 3주년이 된 2021년에는 군내면 삼거리 국도1호선을 '4ㆍ27판문점 선언길'로 명명하며 대성동 자유의 마을에서 가져온 흙으로 기념 식수를 식재하였다.

## 같이 보기
- 군내면 (파주시)
- 대성동초등학교
- 대한청소년개척단
- 기정동 (평화의 마을)

## 참고 문헌
- 이수자, 김종대, 김지욱, 이헌재, 남창근, 이은솔 (2014). 《경기도 DMZ 자유의 마을 대성동》. 경기도 파주시.
- “판문점과 자유의 마을 대성동”. 《북한》 (211): 64–73. 1989년 7월. 2021년 5월 17일에 확인함.
- “군사작전 대성동 민사행정” (PDF), 《유엔사규정 525-2》, 2019년 4월 1일, 2021년 5월 18일에 확인함

## 더 읽어보기
- 임종업 (2021년 11월 21일). 《대성동 DMZ의 숨겨진 마을》. 소동. ISBN 9788994750859.